# August Ibach
August Ibach (Basilea, 16 maggio 1918 – 26 ottobre 1988) è stato un calciatore svizzero, di ruolo difensore.